# 21e étape du Tour de France 2022
Pour un article plus général, voir Tour de France 2022.
La 21e étape du Tour de France 2022 se déroule le dimanche 24 juillet 2022 entre Paris La Défense Arena et l'avenue des Champs-Élysées à Paris, sur une distance de 115,6 kilomètres.

## Résultats

### Classement de l'étape
| Classement de la 21e étape | Classement de la 21e étape | Classement de la 21e étape | Classement de la 21e étape         | Classement de la 21e étape |
|                            | Coureur                    | Pays                       | Équipe                             | Temps                      |
| -------------------------- | -------------------------- | -------------------------- | ---------------------------------- | -------------------------- |
| 1er                        | Jasper Philipsen           | Belgique                   | Alpecin-Deceuninck                 | en 2 h 58 min 32 s         |
| 2e                         | Dylan Groenewegen          | Pays-Bas                   | Team BikeExchange-Jayco            | + 0 s                      |
| 3e                         | Alexander Kristoff         | Norvège                    | Intermarché-Wanty-Gobert Matériaux | + 0 s                      |
| 4e                         | Jasper Stuyven             | Belgique                   | Trek-Segafredo                     | + 0 s                      |
| 5e                         | Peter Sagan                | Slovaquie                  | TotalEnergies                      | + 0 s                      |
| 6e                         | Jérémy Lecroq              | France                     | B&B Hotels-KTM                     | + 0 s                      |
| 7e                         | Danny van Poppel           | Pays-Bas                   | Bora-Hansgrohe                     | + 0 s                      |
| 8e                         | Caleb Ewan                 | Australie                  | Lotto-Soudal                       | + 0 s                      |
| 9e                         | Hugo Hofstetter            | France                     | Arkéa-Samsic                       | + 0 s                      |
| 10e                        | Fred Wright                | Grande-Bretagne            | Bahrain Victorious                 | + 0 s                      |
| modifier                   |                            |                            |                                    |                            |

### Bonifications en temps
|   | Coureur            | Pays     | Équipe                             | Secondes |
| - | ------------------ | -------- | ---------------------------------- | -------- |
| 1 | Jasper Philipsen   | Belgique | Alpecin-Deceuninck                 | 10 s     |
| 2 | Dylan Groenewegen  | Pays-Bas | Team BikeExchange-Jayco            | 6 s      |
| 3 | Alexander Kristoff | Norvège  | Intermarché-Wanty-Gobert Matériaux | 4 s      |

### Points attribués
| Sprint intermédiaire Paris - Haut des Champs-Élysées - 3e passage sur la ligne (km 75,6) | Sprint intermédiaire Paris - Haut des Champs-Élysées - 3e passage sur la ligne (km 75,6) | Sprint intermédiaire Paris - Haut des Champs-Élysées - 3e passage sur la ligne (km 75,6) | Sprint intermédiaire Paris - Haut des Champs-Élysées - 3e passage sur la ligne (km 75,6) | Sprint intermédiaire Paris - Haut des Champs-Élysées - 3e passage sur la ligne (km 75,6) |
| ---------------------------------------------------------------------------------------- | ---------------------------------------------------------------------------------------- | ---------------------------------------------------------------------------------------- | ---------------------------------------------------------------------------------------- | ---------------------------------------------------------------------------------------- |
|                                                                                          | Coureur                                                                                  | Pays                                                                                     | Équipe                                                                                   | Point(s)                                                                                 |
| 1er                                                                                      | Stefan Bissegger                                                                         | Suisse                                                                                   | EF Education-EasyPost                                                                    | 20                                                                                       |
| 2e                                                                                       | Jan Tratnik                                                                              | Slovénie                                                                                 | Bahrain Victorious                                                                       | 17                                                                                       |
| 3e                                                                                       | Mathieu Burgaudeau                                                                       | France                                                                                   | TotalEnergies                                                                            | 15                                                                                       |
| 4e                                                                                       | Daniel Martínez                                                                          | Colombie                                                                                 | Ineos Grenadiers                                                                         | 13                                                                                       |
| 5e                                                                                       | Stan Dewulf                                                                              | Belgique                                                                                 | AG2R Citroën                                                                             | 11                                                                                       |
| 6e                                                                                       | Alexis Gougeard                                                                          | France                                                                                   | B&B Hotels-KTM                                                                           | 10                                                                                       |
| 7e                                                                                       | Philippe Gilbert                                                                         | Belgique                                                                                 | Lotto-Soudal                                                                             | 9                                                                                        |
| 8e                                                                                       | Chris Hamilton                                                                           | Australie                                                                                | Team DSM                                                                                 | 8                                                                                        |
| 9e                                                                                       | Andreas Kron                                                                             | Danemark                                                                                 | Lotto-Soudal                                                                             | 7                                                                                        |
| 10e                                                                                      | Yves Lampaert                                                                            | Belgique                                                                                 | Quick-Step Alpha Vinyl                                                                   | 6                                                                                        |
| 11e                                                                                      | Guillaume Van Keirsbulck                                                                 | Belgique                                                                                 | Alpecin-Deceuninck                                                                       | 5                                                                                        |
| 12e                                                                                      | Owain Doull                                                                              | Grande-Bretagne                                                                          | EF Education-EasyPost                                                                    | 4                                                                                        |
| 13e                                                                                      | Alberto Bettiol                                                                          | Italie                                                                                   | EF Education-EasyPost                                                                    | 3                                                                                        |
| 14e                                                                                      | Andrea Bagioli                                                                           | Italie                                                                                   | Quick-Step Alpha Vinyl                                                                   | 2                                                                                        |
| 15e                                                                                      | Neilson Powless                                                                          | États-Unis                                                                               | EF Education-EasyPost                                                                    | 1                                                                                        |
| modifier                                                                                 |                                                                                          |                                                                                          |                                                                                          |                                                                                          |

| Arrivée d'étape Paris - Champs-Élysées - 9e passage sur la ligne (km 115,6) | Arrivée d'étape Paris - Champs-Élysées - 9e passage sur la ligne (km 115,6) | Arrivée d'étape Paris - Champs-Élysées - 9e passage sur la ligne (km 115,6) | Arrivée d'étape Paris - Champs-Élysées - 9e passage sur la ligne (km 115,6) | Arrivée d'étape Paris - Champs-Élysées - 9e passage sur la ligne (km 115,6) |
| --------------------------------------------------------------------------- | --------------------------------------------------------------------------- | --------------------------------------------------------------------------- | --------------------------------------------------------------------------- | --------------------------------------------------------------------------- |
|                                                                             | Coureur                                                                     | Pays                                                                        | Équipe                                                                      | Point(s)                                                                    |
| 1er                                                                         | Jasper Philipsen                                                            | Belgique                                                                    | Alpecin-Deceuninck                                                          | 50                                                                          |
| 2e                                                                          | Dylan Groenewegen                                                           | Pays-Bas                                                                    | Team BikeExchange-Jayco                                                     | 30                                                                          |
| 3e                                                                          | Alexander Kristoff                                                          | Norvège                                                                     | Intermarché-Wanty-Gobert Matériaux                                          | 20                                                                          |
| 4e                                                                          | Jasper Stuyven                                                              | Belgique                                                                    | Trek-Segafredo                                                              | 18                                                                          |
| 5e                                                                          | Peter Sagan                                                                 | Slovaquie                                                                   | TotalEnergies                                                               | 16                                                                          |
| 6e                                                                          | Jérémy Lecroq                                                               | France                                                                      | B&B Hotels-KTM                                                              | 14                                                                          |
| 7e                                                                          | Danny van Poppel                                                            | Pays-Bas                                                                    | Bora-Hansgrohe                                                              | 12                                                                          |
| 8e                                                                          | Caleb Ewan                                                                  | Australie                                                                   | Lotto-Soudal                                                                | 10                                                                          |
| 9e                                                                          | Hugo Hofstetter                                                             | France                                                                      | Arkéa-Samsic                                                                | 8                                                                           |
| 10e                                                                         | Fred Wright                                                                 | Grande-Bretagne                                                             | Bahrain Victorious                                                          | 7                                                                           |
| 11e                                                                         | Luca Mozzato                                                                | Italie                                                                      | B&B Hotels-KTM                                                              | 6                                                                           |
| 12e                                                                         | Alberto Dainese                                                             | Italie                                                                      | Team DSM                                                                    | 5                                                                           |
| 13e                                                                         | Fabio Jakobsen                                                              | Pays-Bas                                                                    | Quick-Step Alpha Vinyl                                                      | 4                                                                           |
| 14e                                                                         | Andrea Pasqualon                                                            | Italie                                                                      | Intermarché-Wanty-Gobert Matériaux                                          | 3                                                                           |
| 15e                                                                         | Nairo Quintana                                                              | Colombie                                                                    | Arkéa-Samsic                                                                | 2                                                                           |
| modifier                                                                    |                                                                             |                                                                             |                                                                             |                                                                             |

### Cols et côtes
| Côte du Pavé des Gardes (km 43,3) 4e catégorie (1,3 km à 6,5 %) | Côte du Pavé des Gardes (km 43,3) 4e catégorie (1,3 km à 6,5 %) | Côte du Pavé des Gardes (km 43,3) 4e catégorie (1,3 km à 6,5 %) | Côte du Pavé des Gardes (km 43,3) 4e catégorie (1,3 km à 6,5 %) | Côte du Pavé des Gardes (km 43,3) 4e catégorie (1,3 km à 6,5 %) |
| --------------------------------------------------------------- | --------------------------------------------------------------- | --------------------------------------------------------------- | --------------------------------------------------------------- | --------------------------------------------------------------- |
|                                                                 | Coureur                                                         | Pays                                                            | Équipe                                                          | Point(s)                                                        |
| 1er                                                             | Simon Geschke                                                   | Allemagne                                                       | Cofidis                                                         | 1                                                               |
| modifier                                                        |                                                                 |                                                                 |                                                                 |                                                                 |

### Prix de la combativité
Le prix de la combativité n'est pas décerné dans le cadre de la dernière étape.
Le Belge Wout van Aert, aussi vainqueur du classement par points, est récompensé par le prix du super-combatif au terme de ce Tour.

## Classements à l'issue de l'étape

### Classement général
| Classement général | Classement général | Classement général | Classement général                 | Classement général  |
|                    | Coureur            | Pays               | Équipe                             | Temps               |
| ------------------ | ------------------ | ------------------ | ---------------------------------- | ------------------- |
| 1er                | Jonas Vingegaard   | Danemark           | Jumbo-Visma                        | en 79 h 33 min 20 s |
| 2e                 | Tadej Pogačar      | Slovénie           | UAE Team Emirates                  | + 2 min 43 s        |
| 3e                 | Geraint Thomas     | Grande-Bretagne    | Ineos Grenadiers                   | + 7 min 22 s        |
| 4e                 | David Gaudu        | France             | Groupama-FDJ                       | + 13 min 39 s       |
| 5e                 | Aleksandr Vlasov   | Bannière neutre    | Bora-Hansgrohe                     | + 15 min 46 s       |
| 6e                 | Nairo Quintana     | Colombie           | Arkéa-Samsic                       | + 16 min 33 s       |
| 7e                 | Romain Bardet      | France             | Team DSM                           | + 18 min 11 s       |
| 8e                 | Louis Meintjes     | Afrique du Sud     | Intermarché-Wanty-Gobert Matériaux | + 18 min 44 s       |
| 9e                 | Alexey Lutsenko    | Kazakhstan         | Astana Qazaqstan                   | + 22 min 56 s       |
| 10e                | Adam Yates         | Grande-Bretagne    | Ineos Grenadiers                   | + 24 min 52 s       |
| modifier           |                    |                    |                                    |                     |

| Classement par points | Classement par points | Classement par points | Classement par points   | Classement par points |
| --------------------- | --------------------- | --------------------- | ----------------------- | --------------------- |
|                       | Coureur               | Pays                  | Équipe                  | Point(s)              |
| 1er                   | Wout van Aert         | Belgique              | Jumbo-Visma             | 480 points            |
| 2e                    | Jasper Philipsen      | Belgique              | Alpecin-Deceuninck      | 286 pts               |
| 3e                    | Tadej Pogačar         | Slovénie              | UAE Team Emirates       | 250 pts               |
| 4e                    | Christophe Laporte    | France                | Jumbo-Visma             | 171 pts               |
| 5e                    | Fabio Jakobsen        | Pays-Bas              | Quick-Step Alpha Vinyl  | 159 pts               |
| 6e                    | Mads Pedersen         | Danemark              | Trek-Segafredo          | 158 pts               |
| 7e                    | Jonas Vingegaard      | Danemark              | Jumbo-Visma             | 157 pts               |
| 8e                    | Michael Matthews      | Australie             | Team BikeExchange-Jayco | 133 pts               |
| 9e                    | Peter Sagan           | Slovaquie             | TotalEnergies           | 120 pts               |
| 10e                   | Dylan Groenewegen     | Pays-Bas              | Team BikeExchange-Jayco | 116 pts               |
| modifier              |                       |                       |                         |                       |

| Classement du meilleur grimpeur | Classement du meilleur grimpeur | Classement du meilleur grimpeur | Classement du meilleur grimpeur    | Classement du meilleur grimpeur |
| ------------------------------- | ------------------------------- | ------------------------------- | ---------------------------------- | ------------------------------- |
|                                 | Coureur                         | Pays                            | Équipe                             | Point(s)                        |
| 1er                             | Jonas Vingegaard                | Danemark                        | Jumbo-Visma                        | 72 points                       |
| 2e                              | Simon Geschke                   | Allemagne                       | Cofidis                            | 65 pts                          |
| 3e                              | Giulio Ciccone                  | Italie                          | Trek-Segafredo                     | 61 pts                          |
| 4e                              | Tadej Pogačar                   | Slovénie                        | UAE Team Emirates                  | 61 pts                          |
| 5e                              | Wout van Aert                   | Belgique                        | Jumbo-Visma                        | 59 pts                          |
| 6e                              | Thibaut Pinot                   | France                          | Groupama-FDJ                       | 52 pts                          |
| 7e                              | Louis Meintjes                  | Afrique du Sud                  | Intermarché-Wanty-Gobert Matériaux | 39 pts                          |
| 8e                              | Neilson Powless                 | États-Unis                      | EF Education-EasyPost              | 37 pts                          |
| 9e                              | Pierre Latour                   | France                          | TotalEnergies                      | 35 pts                          |
| 10e                             | Geraint Thomas                  | Grande-Bretagne                 | Ineos Grenadiers                   | 32 pts                          |
| modifier                        |                                 |                                 |                                    |                                 |

| Classement général du meilleur jeune | Classement général du meilleur jeune | Classement général du meilleur jeune | Classement général du meilleur jeune | Classement général du meilleur jeune |
|                                      | Coureur                              | Pays                                 | Équipe                               | Temps                                |
| ------------------------------------ | ------------------------------------ | ------------------------------------ | ------------------------------------ | ------------------------------------ |
| 1er                                  | Tadej Pogačar                        | Slovénie                             | UAE Team Emirates                    | en 79 h 36 min 3 s                   |
| 2e                                   | Tom Pidcock                          | Grande-Bretagne                      | Ineos Grenadiers                     | + 58 min 32 s                        |
| 3e                                   | Brandon McNulty                      | États-Unis                           | UAE Team Emirates                    | + 1 h 28 min 36 s                    |
| 4e                                   | Matteo Jorgenson                     | États-Unis                           | Movistar                             | + 1 h 31 min 14 s                    |
| 5e                                   | Andreas Leknessund                   | Norvège                              | Team DSM                             | + 1 h 54 min 48 s                    |
| 6e                                   | Michael Storer                       | Australie                            | Groupama-FDJ                         | + 2 h 20 min 32 s                    |
| 7e                                   | Georg Zimmermann                     | Allemagne                            | Intermarché-Wanty-Gobert Matériaux   | + 2 h 36 min 57 s                    |
| 8e                                   | Kevin Geniets                        | Luxembourg                           | Groupama-FDJ                         | + 2 h 45 min 25 s                    |
| 9e                                   | Fred Wright                          | Grande-Bretagne                      | Bahrain Victorious                   | + 3 h 1 min 25 s                     |
| 10e                                  | Stan Dewulf                          | Belgique                             | AG2R Citroën                         | + 3 h 26 min 35 s                    |
| modifier                             |                                      |                                      |                                      |                                      |

| Classement par équipes | Classement par équipes | Classement par équipes | Classement par équipes |
|                        | Équipe                 | Pays                   | Temps                  |
| ---------------------- | ---------------------- | ---------------------- | ---------------------- |
| 1re                    | Ineos Grenadiers       | Grande-Bretagne        | en 239 h 3 min 3 s     |
| 2e                     | Groupama-FDJ           | France                 | + 37 min 33 s          |
| 3e                     | Jumbo-Visma            | Pays-Bas               | + 44 min 54 s          |
| 4e                     | Bora-Hansgrohe         | Allemagne              | + 1 h 48 min 45 s      |
| 5e                     | Movistar               | Espagne                | + 2 h 11 min 22 s      |
| 6e                     | UAE Team Emirates      | Émirats arabes unis    | + 2 h 19 min 54 s      |
| 7e                     | Bahrain Victorious     | Bahreïn                | + 2 h 58 min 32 s      |
| 8e                     | Team DSM               | Pays-Bas               | + 3 h 26 min 8 s       |
| 9e                     | Arkéa-Samsic           | France                 | + 3 h 56 min 51 s      |
| 10e                    | Astana Qazaqstan       | Kazakhstan             | + 3 h 59 min 0 s       |
| modifier               |                        |                        |                        |

## Abandons
Trois coureurs quittent le Tour ce jour-là :
- Michael Woods (Israel-Premier Tech) : non partant, test positif au Covid-19[5]
- Gorka Izagirre (Movistar) : non partant
- Guillaume Boivin (Israel-Premier Tech) : non partant